# Muratyn-Kolonia
Muratyn-Kolonia – wieś w Polsce położona w województwie lubelskim, w powiecie tomaszowskim, w gminie Łaszczów.
W latach 1975–1998 miejscowość administracyjnie należała do województwa zamojskiego.
Wieś wchodzi w skład sołectwa Muratyn. Według Narodowego Spisu Powszechnego z roku 2011 wieś liczyła 42 mieszkańców.

## Części Wsi
| SIMC    | Nazwa | Rodzaj             |
| ------- | ----- | ------------------ |
| 0893854 | Dół   | część miejscowości |
| 0893860 | Góra  | część miejscowości |

Wierni Kościoła rzymskokatolickiego należą do parafii Przemienienia Pańskiego w Czartowcu.